# Heinrich Unverhau
Heinrich Fritz Unverhau (Vienenburg, 26 maggio 1911 – Bad Harzburg, 25 luglio 1983) è stato un militare tedesco, SS-Unterscharführer impiegato nell'Aktion T4 e nell'Operazione Reinhard.

## Biografia
Terminate le scuole lavorò come apprendista idraulico; abbandonò la professione a causa di un incidente sul lavoro per cui rimase cieco dall'occhio destro. Frequentò un corso di quattro anni in formazione musicale a Königslutter, dal 1930 suonò in una banda che nel 1933 si fonderà con le SA. Rimase temporaneamente disoccupato, completò un programma di formazione infermieristica presso la Provinzial Heil- und Pflegeanstalt di Teupitz, dal 1938 trovò lavoro presso un istituto di Neuruppin. Si unì allo NSDAP nel 1937. Si sposò nel 1938 e divenne padre di due figli.

### Carriera
Fu arruolato nell'operazione Aktion T4 nel gennaio 1940, fu impiegato come assistente e di scorta ai trasporti presso gli istituti di eutanasia di Grafeneck e Hadamar. I suoi compiti comprendevano la somministrazione di iniezioni di tranquillanti e accompagnare le vittime alla camera a gas. Dopo la fine ufficiale del programma di eutanasia, fu responsabile del trasporto dei feriti sul fronte orientale per l'Organizzazione Todt dalla fine del 1941 al marzo 1942.
Dal giugno 1942 fu impiegato nel campo di sterminio di Belzec. Dopo aver contratto il tifo, fu posto sotto stretta sorveglianza nell'ospedale militare di Tomaszów poiché si temeva che potesse rivelare delle informazioni per colpa della febbre. Durante il ricovero perse l'occhio destro; nel marzo 1943, dopo la guarigione, tornò a Belzec. Il campo fu liquidato e i corpi riesumati furono bruciati. Nel giugno 1943 fu trasferito al campo di sterminio di Sobibor dove fu impiegato nel Waldkommando e anche nelle baracche per lo smistamento. Sopravvisse alla rivolta di Sobibor del 14 ottobre 1943 e, dopo lo scioglimento del campo di Sobibor nel dicembre 1943, fu impiegato per un breve periodo nella sistemazione dell'ex sito del campo di sterminio di Belzec. 
Fu trasferito a Trieste, nella Zona di operazioni del Litorale adriatico, nel Sonderabteilung Einsatz R, con il compito di "sterminare gli ebrei", confiscare le proprietà ebraiche e combattere i partigiani. Unverhau lasciò l'organizzazione T4 nell'aprile 1944, dal luglio 1944 entrò in servizio nella Wehrmacht. Nell'aprile 1945 fu fatto prigioniero di guerra, fu rilasciato a Fellstadt nel settembre 1945. 

## Nel dopoguerra
Tornò a lavorare come musicista fino a quando, a metà marzo del 1949, fu arrestato per la sua partecipazione nell'Aktion T4. Fu rilasciato nell'estate del 1950 senza essere condannato. Dal 1952 lavorò nuovamente come infermiere presso l'ospedale municipale di Königslutter.
Nel processo di Belzec fu accusato di complicità in 360.000 casi di omicidio e fu rilasciato il 30 gennaio 1964. Nel processo di Sobibor, fu accusato di complicità in 72.000 casi di omicidio e prosciolto il 15 gennaio 1965. Unverhau testimoniò volontariamente sul suo coinvolgimento nell'"Aktion Reinhardt". Non si sa null'altro della sua vita. Morì nel 1983.